# Zodiak

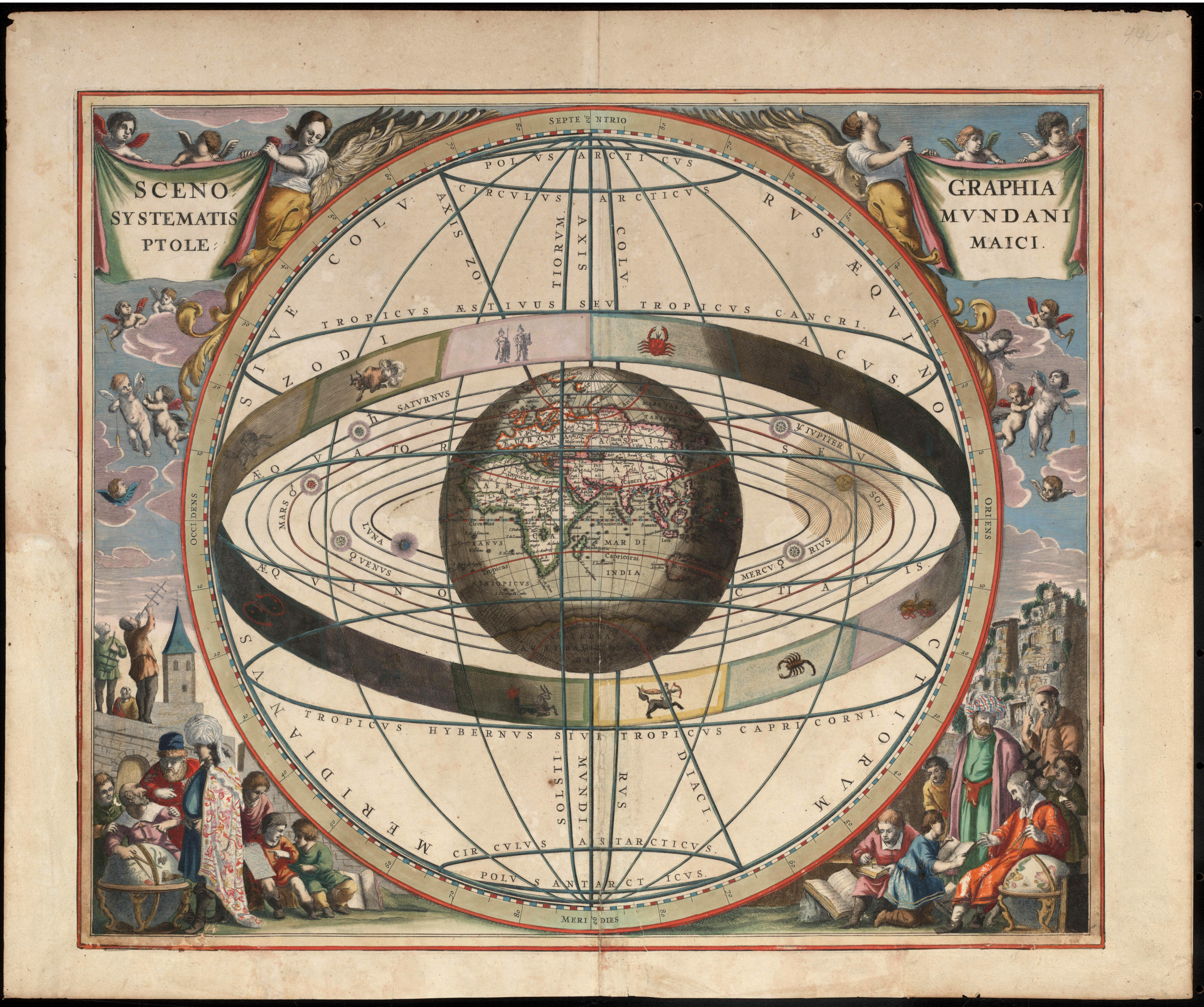
SCENOGRAPHIA SYSTEMATIS MVNDANI PTOLEMAICI, Andreas Cellarius: Harmonia Macrocosmica. 1660/61

Als Zodiak, auch Zodiakus (zu lateinisch zodiacus, von altgriechisch ζῳδιακός zōdiakós) oder deutsch Tierkreis, wird heute eine etwa 20 Grad breite Zone um die Ekliptik, also die scheinbare Sonnenbahn, bezeichnet, innerhalb derer die scheinbaren Bahnen von Sonne, Mond und Planeten verlaufen. Die Ekliptik bildet dabei die Mittellinie. Sie schneidet die dreizehn Ekliptiksternbilder. Da die Umlaufbahnen der anderen Planeten sowie des Mondes zur Ekliptik etwas geneigt sind, können diese Himmelskörper sich außerdem in weiteren Sternbildern befinden wie zum Beispiel Corvus, Orion oder Cetus, die in den Zodiak ragen.
Bis ins 19. Jahrhundert und noch heute in der Astrologie wurde unter Zodiak dagegen die in zwölf 30 Grad große Abschnitte, die Tierkreiszeichen, geteilte Ekliptik verstanden, beginnend mit dem Frühlingspunkt.
Wegen der Präzession der Erdachse liegen die Tierkreis-Sternbilder heute nicht mehr in den gleichnamigen Tierkreiszeichen, die beiden müssen also streng voneinander unterschieden werden.

## Geschichte
Der Tierkreis mit seinen zwölf gleichen 30°-Abschnitten und dem Beginn mit dem Tierkreiszeichen Widder könnte dadurch entstanden sein, dass er an den schematischen Ideal-Kalender mit 12 Monaten zu 30 Tagen, mit dem das babylonische Jahr nahe dem Frühjahrs-Äquinoktium vielleicht ab dem 7. Jh. v. Chr. begann, und den parallelen Sternbildern angelehnt wurde. Der vollständige Tierkreis mit seinen – noch unterschiedlich langen – zwölf Sternbildern auf der Ekliptik wurde schließlich im 5. Jh. v. Chr. während des Achämenidenreichs im Gebiet Mesopotamiens entwickelt bzw. erstmals überliefert. Im 4. Jh. v. Chr. entstand, wohl schon in der seleukidischen Herrschaft nach der hellenistischen Eroberung des Gebietes, die exakte Aufteilung des Tierkreises in 12 „Zeichen“ zu 30° sowie die erstmals nachweisbare mathematische Astronomie, welche ermöglichte, die Planetenpositionen vorauszuberechnen auf Basis des Koordinatensystems der 30°-Abschnitte der einzelnen Tierkreiszeichen. Beide Entwicklungen ermöglichten dort eine weitere, für die Astrologie und Geburtshoroskopie wichtige Neuerung: die Erstellung von sogenannten Keilschrift-„Horoskopen“, zudem nun auch für gewöhnliche Menschen. Damit sind Keilschrift-Täfelchen gemeint, welche die Planetenstellungen im Tierkreis bei einer Geburt aufführen, gelegentlich mit kurzen Sprüchen zu den einzelnen Planeten bzw. den Planetenkonstellationen, den Omina.
Dieser zwölfteilige Tierkreis entlang der Ekliptik wurde von den Griechen übernommen. Im Parapegma des Euktemon findet sich der heute noch gebräuchliche Tierkreis, es ist bereits ein tropischer Tierkreis (abgeleitet vom griechischen τρόποι, trópoi, was ‚Wendungen, Wendepunkte‘ bedeutet), weil hier die Hauptpunkte der Sonnenbahn (Äquinoktien und Solstitien) den Anfang von vier der zwölf Zeichen festlegen. In diesem Parapegma treten auch die heute noch gängigen Namen auf; sie sind in den meisten Fällen Übersetzungen der babylonischen Bezeichnungen.
Im Jahre 1928 legte die Internationale Astronomische Union (IAU) die Grenzen der siderischen Sternbilder wissenschaftlich genau fest und postulierte zugleich 13 Sternbilder entlang der Ekliptik. Das dreizehnte Sternbild, der Schlangenträger, wurde bei der antiken Kanonisierung der ekliptikalen Sternbilder ignoriert, wie heute noch in der Astrologie, vielleicht um die in vieler Hinsicht attraktivere Zwölf-Teilung zu ermöglichen.

## Ekliptiksternbilder

Sternkarte mit den heutigen 88 Sternbildern. Die 12 klassischen Tierkreissternbilder sind grau markiert.

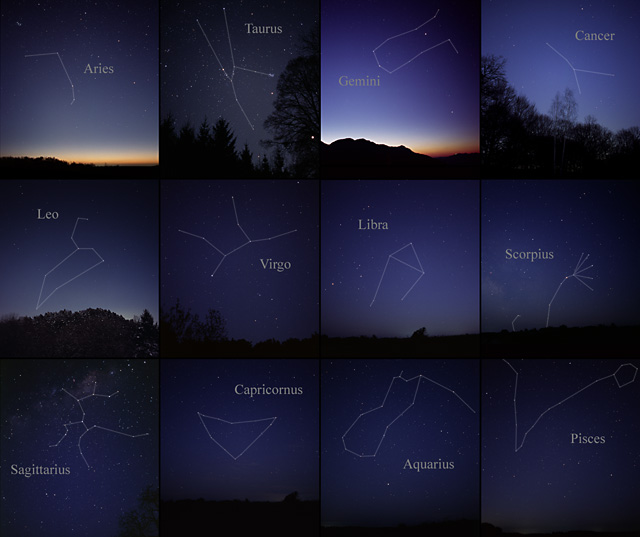
Astrofotos der zwölf klassischen Sternbilder des Zodiaks, des Tierkreises. Linien und Namen wurden hinzugezeichnet.

Die 13 von der Ekliptik geschnittenen Sternbilder sind die zwölf klassischen Tierkreissternbilder
Widder,
Stier,
Zwillinge,
Krebs,
Löwe,
Jungfrau,
Waage,
Skorpion,
Schütze,
Steinbock,
Wassermann und
Fische
sowie der zwischen Skorpion und Schütze gelegene und erst seit 1928 durch die Grenzziehungen von Eugène Delporte als Sternbild der Ekliptik berücksichtigte Schlangenträger. Der Frühlingspunkt liegt heute in den Fischen, wandert aber auf der Ekliptik in 72 Jahren um 1° und wird sich frühestens ab etwa 2200 im Wassermann befinden, bei genauerer astronomischer Betrachtung hingegen erst ab ca. 2450. Die Ekliptik als Ganzes behält dagegen ihre Lage bezüglich der Sternbilder weitestgehend bei. Sie ändert sich nur durch Störungen der Erdbahn.
| Sternbild       | Sternbild   | Symbol      | Ekliptikale Länge | Sektor | Zeitraum des Sonnen- durchgangs (ca. 2010) |
| Deutsch         | Latein      | Symbol      | Ekliptikale Länge | Sektor | Zeitraum des Sonnen- durchgangs (ca. 2010) |
| --------------- | ----------- | ----------- | ----------------- | ------ | ------------------------------------------ |
| Widder          | Aries       | (U+2648 ♈) | 28,8°–53,5°       | 24,7°  | 19. Apr. – 14. Mai (25 Tage)               |
| Stier           | Taurus      | (U+2649 ♉) | 53,5°–90,2°       | 36,7°  | 14. Mai – 21. Jun. (38 Tage)               |
| Zwillinge       | Gemini      | (U+264A ♊) | 90,2°–118,1°      | 27,9°  | 21. Jun. – 20. Jul. (29 Tage)              |
| Krebs           | Cancer      | (U+264B ♋) | 118,1°–138,2°     | 20,1°  | 20. Jul. – 11. Aug. (22 Tage)              |
| Löwe            | Leo         | (U+264C ♌) | 138,2°–173,9°     | 35,7°  | 11. Aug. – 17. Sep. (37 Tage)              |
| Jungfrau        | Virgo       | (U+264D ♍) | 173,9°–218,0°     | 44,1°  | 17. Sep – 31. Okt. (44 Tage)               |
| Waage           | Libra       | (U+264E ♎) | 218,0°–241,0°     | 23,0°  | 31. Okt. – 23. Nov. (23 Tage)              |
| Skorpion        | Scorpius    | (U+264F ♏) | 241,0°–247,7°     | 6,7°   | 23. Nov. – 30. Nov. (7 Tage)               |
| Schlangenträger | Ophiuchus   | (U+26CE ⛎) | 247,7°–266,3°     | 18,6°  | 30. Nov. – 18. Dez. (18 Tage)              |
| Schütze         | Sagittarius | (U+2650 ♐) | 266,3°–299,7°     | 33,4°  | 18. Dez. – 20. Jan. (33 Tage)              |
| Steinbock       | Capricornus | (U+2651 ♑) | 299,7°–327,6°     | 27,9°  | 20. Jan. – 16. Feb. (27 Tage)              |
| Wassermann      | Aquarius    | (U+2652 ♒) | 327,6°–351,6°     | 24,0°  | 16. Feb. – 12. Mrz. (24 Tage)              |
| Fische          | Pisces      | (U+2653 ♓) | 351,6°–28,8°      | 37,2°  | 12. Mrz. – 19. Apr. (38 Tage)              |

## Einteilung der Ekliptik

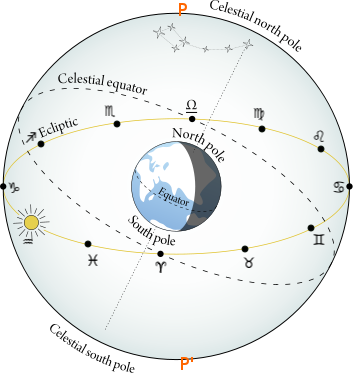
Anfangspunkte der zwölf Tierkreiszeichen. Die Sonne bewegt sich an der gezeigten Position nach rechts.

Es ist sinnvoll, die Orte von Mond und Planeten in Bezug auf die Ekliptik zu beschreiben, weil diese sich nie weit von ihr entfernen. Die zugehörigen Koordinaten sind ekliptikale Länge und Breite. Älter als die heute übliche Längenangabe in Grad ist eine Einteilung der Ekliptik in die zwölf gleich großen Tierkreiszeichen
Widder ♈︎,
Stier ♉︎,
Zwillinge ♊︎,
Krebs ♋︎,
Löwe ♌︎,
Jungfrau ♍︎,
Waage ♎︎,
Skorpion ♏︎,
Schütze ♐︎,
Steinbock ♑︎,
Wassermann ♒︎
und Fische ♓︎.
Diese Zeichen sind dabei an den Hauptpunkten Frühlingsäquinoktium, Sommersonnenwende, Herbstäquinoktium und Wintersonnenwende ausgerichtet, die untereinander einen Abstand von je 90° haben. Der Anfangspunkt der Längenzählung ist der Frühlings- oder Widderpunkt ♈︎.
Die Positionsangabe „25° 55′ ♌︎, Breite 1° 33′ n.“ entspricht damit der Länge 4 · 30° + 25° 55′ = 145° 55′.
Siehe auch: Die zwölf Tierkreiszeichen mit den Vergleichszeiten der Sonnendurchgänge durch die Tierkreiszeichen